# شهرستان گراخوفسکی
شهرستان گراخوفسکی (به لاتین: Grakhovsky District) یک شهرستان در روسیه است که در اودمورتیا واقع شده‌است.